# Tropemedicin
Tropemedicin er den gren af lægevidenskaben, der beskæftiger sig med sundhedsproblemer, der kun forekommer i troperne, eller er vanskelige at kontrollere i egne med tropisk eller subtropisk klima.

## Klima versus sociale årsager
Tropisk klima forværrer en række sygdomme, men mange infektioner, der er klassificeret som tropesygdomme plejede også at være endemiske i lande med tempereret klima. Dette indbefatter epidemier som malaria så vel som sjældne sygdomme som lagochilascaris minor. Mange af disse sygdomme er blevet bragt under kontrol eller udryddet i Ilandene, som følge af forbedrede boligforhold, ernæring og personlig hygiejne. En del såkaldte tropesygdomme er derfor snarere tredje verdens sygdomme, og derfor vinder betegnelsen Third World Medicine også frem internationalt.

## Uddannelse
I Europa findes der kun uddannelse i tropemedicin i lande, der har haft tropekolonier i nyere tid.. De fleste tropemedicinere er uddannet på særlige institutter for tropemedicin. For eksempel sker uddannelsen i Nederlandene som en kombination af to års klinisk uddannelse og et tre måneders kursus på det kongelige tropiske institut (KIT) i Amsterdam.
Generelt ligger de fleste uddannelsesfaciliteter for tropemedicin stadig uden for troperne, men der sker en stadig udbygning af uddannelseskapaciteten på området i den tredje verden. Fornylig etablerede Bangladesh for eksempel Institute of Tropical and Infectious Diseases i havnebyen Chittagong.